# فيلار-ليه-دومب
فيلار-ليه-دومب (بالفرنسية: Villars-les-Dombes)‏ هي بلدية فرنسية تقع في إقليم الآن في فرنسا. رمز إنسي لها هو:1443. أما الرمز البريدي لها فهو: 1330.